# Чемпионат Черногории по гандболу среди женщин
Чемпионат Черногории по гандболу среди женщин, более известный как Первая женская Лига Черногории (серб. Прва женска лига Црне Горе) проводится с 2007 года. В турнире сезона 2012/2013 участвовало 7 команд. Бессменным чемпионом с 2007 по 2013 год была команда «Будучност» из города Подгорица.

## Все призёры
| Год  | Чемпион               | Серебряный призёр | Бронзовый призёр    |
| ---- | --------------------- | ----------------- | ------------------- |
| 2007 | Будучност (Подгорица) | Подгорица         | Никшич              |
| 2008 | Будучност (Подгорица) | Подгорица         | Никшич              |
| 2009 | Будучност (Подгорица) | Подгорица         | Никшич              |
| 2010 | Будучност (Подгорица) | Бисери (Плевля)   | Деветка (Подгорица) |
| 2011 | Будучност (Подгорица) | Бисери (Плевля)   | Никшич              |
| 2012 | Будучност (Подгорица) | Бисери (Плевля)   | Горица              |
| 2013 | Будучност (Подгорица) | Бисери (Плевля)   | Беране              |